# Lista de jogadores da Major League Baseball com média de 33% em rebatidas

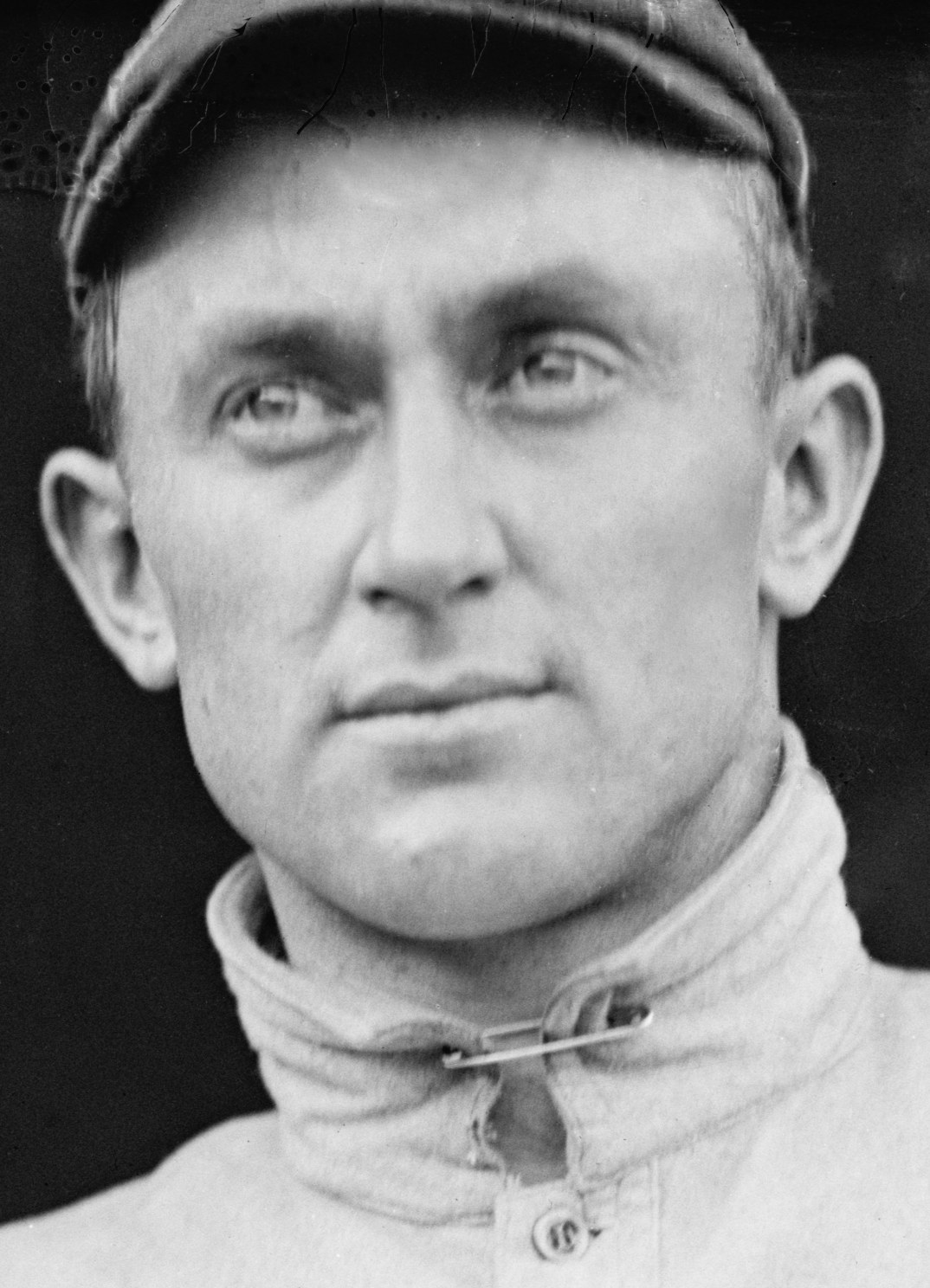
Ty Cobb detém o maior recorde da Major League Baseball com a mais alta média em rebatidas com 36,6%.

No beisebol a média em rebatidas (batting average ou BA) de um jogador é uma estatística calculada pelo número rebatidas dividida pelo número de  vezes ao bastão. Na Major League Baseball (MLB), uma média de 33% na carreira é relativamente rara; apenas 30 jogadores na história da MLB rebateram em média 33% em suas carreiras, com um mínimo de 3000 vezes ao bastão. Todos os listados, exceto três, encerraram suas carreiras antes de 1946. Houve 205 jogadores que rebateram ao menos 30%. Historiados do beisebol consideram 33% um número marcante.
As posições em campo representadas na lista são: defensor externo, primeira base, segunda base e terceira base; não estão na lista   receptores ou interbases com média em rebatidas de 33%. O defensor externo Ty Cobb, cuja carreira se encerrou em 1928, tem a mais alta média em rebatidas na história da MLB. Ele rebateu 36,6% por 24 temporadas, a maioria delas pelos Detroit Tigers. Além disso, foi o  campeão em rebatidas por 11 vezes. Cobb rebateu 36% por 11 temporadas consecutivas de 1909 até 1919. Rogers Hornsby tem a segunda melhor média de todos os tempos, com 35,8%. foi o líder por sete vezes na National League (LN) e tem a maior média da LN em temporada única desde 1900, quando rebateu 42,4% em 1924. Hornsby rebateu 37% por seis temporadas consecutivas.
Shoeless Joe Jackson é o único jogador a encerrar com média de 35%. Rebateu 35,6% por 13 temporadas antes de ser permanentemente suspenso do beisebol organizado em 1921 por seu papel no escândalo do Black Sox. Lefty O'Doul começou sua carreira nas grandes ligas como arremessador, mas após desenvolver uma lesão no braço, passou a atuar como defensor externo e venceu duas vezes o título de média em rebatidas. O quinto jogador na lista, e o último com média ao menos de 34,5% é Ed Delahanty. A carreira de Delahanty foi abreviada quando caiu nas  Niagara Falls e morreu durante a temporada de 1903.
O último jogador com média de 40% em uma temporada foi Ted Williams, que está em oitavo na lista de média em rebatidas. Babe Ruth é amplamente considerado o melhor jogador na história do beisebol, e sua média em rebatidas foi 34,2%, o décimo na lista. Não existe na lista nenhum jogador ativo da MLB com média de 33% na carreira.  Miguel Cabrera detém a mais alta média entre jogadores ativos, tendo rebatido em média 32,1% até a temporada de 2016. Tony Gwynn, que se aposentou após a temporada de 2001, foi o último jogador ativo na lista. Dos 30 jogadores com média de 33%, 23 foram eleitos para o National Baseball Hall of Fame and Museum.

## Campo
| Jogador    | Nome do jogador                                                  |
| BA         | Média em rebatidas na carreira                                   |
| AT         | Vezes ao bastão na carreira                                      |
| Posição    | Posição do jogador em campo                                      |
| Anos ativo | Temporadas em que este jogador atuou nas grandes ligas           |
| Lideranças | Número de vezes em que o jogador foi líder em média de rebatidas |
| †          | Eleito para o Baseball Hall of Fame                              |
| ‡          | Denota jogador ainda ativo                                       |

| C  | Receptor     | 1B | Primeira-base       |
| 2B | Segunda-base | 3B | Terceira-base       |
| SS | Interbases   | OF | Defensor externo    |
| P  | Arremessador | DH | Rebatedor designado |

## Lista

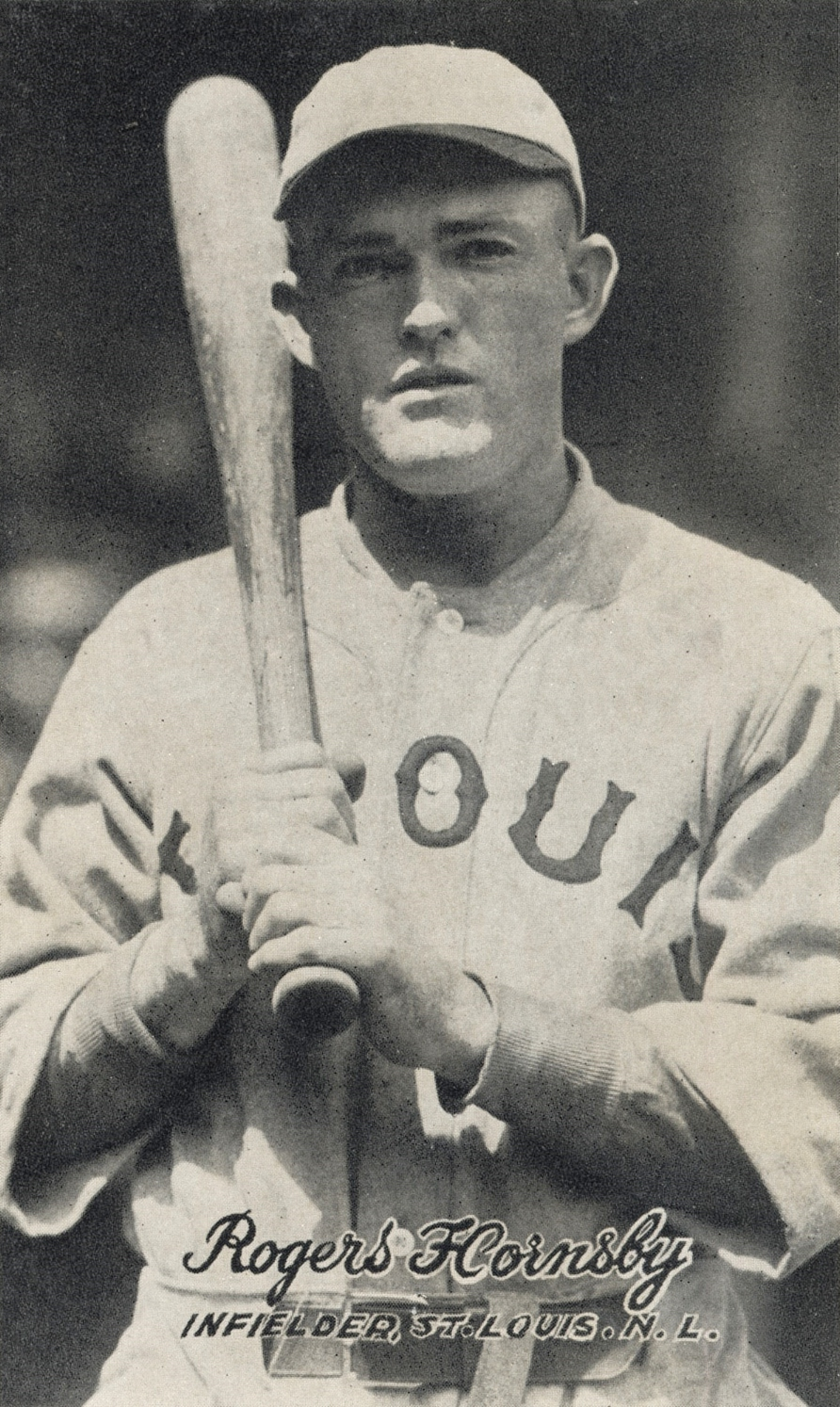
Rogers Hornsby tem a segunda melhor média em rebatidas.

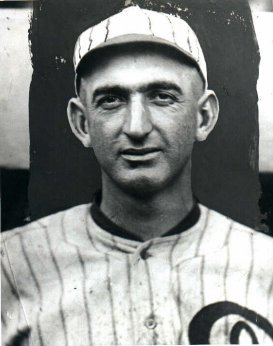
Shoeless Joe Jackson é o terceiro na lista.

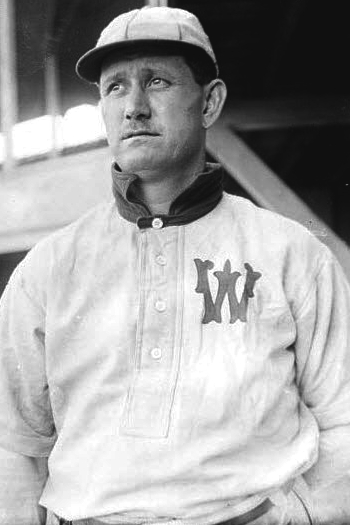
Ed Delahanty rebateu 34,6% antes de morrer misteriosamente em Niagara Falls.

Estatísticas atualizadas até o final da temporada de 2016. Mínimo de 3000  vezes ao bastão.
| Jogador          | BA     | AB     | Posição | Anos ativo                       | Lideranças | Ref    |
| ---------------- | ------ | ------ | ------- | -------------------------------- | ---------- | ------ |
| Ty Cobb†         | 36,64% | 13.608 | OF      | 1905–1928                        | 11         | [ 5 ]  |
| Rogers Hornsby†  | 35,85% | 9.475  | 2B      | 1915–1937                        | 7          | [ 6 ]  |
| Joe Jackson      | 35,58% | 5.690  | OF      | 1908–1920                        | 0          | [ 15 ] |
| Lefty O'Doul     | 34,93% | 3.658  | OF      | 1919–1920, 1922–1923, 1928–1934  | 2          | [ 16 ] |
| Ed Delahanty†    | 34,58% | 8.400  | OF      | 1888–1903                        | 1          | [ 17 ] |
| Tris Speaker†    | 34,47% | 11.988 | OF      | 1907–1928                        | 1          | [ 18 ] |
| Billy Hamilton†  | 34,44% | 7.608  | OF      | 1888–1901                        | 2          | [ 19 ] |
| Ted Williams†    | 34,44% | 9.791  | OF      | 1939–1942, 1946–1960             | 6          | [ 20 ] |
| Dan Brouthers†   | 34,21% | 7.676  | 1B      | 1879–1904                        | 5          | [ 21 ] |
| Babe Ruth†       | 34,21% | 10.617 | OF      | 1914–1935                        | 1          | [ 22 ] |
| Dave Orr         | 34,20% | 3.457  | 1B      | 1883–1890                        | 1          | [ 23 ] |
| Harry Heilmann†  | 34,16% | 8.960  | OF      | 1914–1932                        | 4          | [ 24 ] |
| Pete Browning    | 34,15% | 5.315  | OF      | 1882–1894                        | 3          | [ 25 ] |
| Willie Keeler†   | 34,13& | 9.610  | OF      | 1892–1910                        | 2          | [ 26 ] |
| Bill Terry†      | 34,12% | 7.111  | 1B      | 1923–1936                        | 1          | [ 27 ] |
| George Sisler†   | 34,01% | 9.013  | 1B      | 1915–1930                        | 2          | [ 28 ] |
| Lou Gehrig†      | 34,01% | 9.660  | 1B      | 1923–1939                        | 1          | [ 29 ] |
| Jesse Burkett†   | 33,82% | 9.620  | OF      | 1890–1905                        | 3          | [ 30 ] |
| Tony Gwynn†      | 33,82% | 10.232 | OF      | 1982–2001                        | 8          | [ 13 ] |
| Nap Lajoie†      | 33,82% | 10.460 | 2B      | 1896–1916                        | 5          | [ 31 ] |
| Jake Stenzel     | 33,78% | 3.425  | OF      | 1890, 1892–1899                  | 0          | [ 32 ] |
| Riggs Stephenson | 33,61% | 5.134  | OF      | 1921–1934                        | 0          | [ 33 ] |
| Al Simmons†      | 33,42% | 9.515  | OF      | 1924–1941, 1943–1944             | 2          | [ 34 ] |
| Cap Anson†       | 33,41% | 11.331 | 1B      | 1871–1897                        | 2          | [ 35 ] |
| John McGraw†     | 33,36% | 4.940  | 3B      | 1891–1906                        | 0          | [ 36 ] |
| Paul Waner†      | 33,32% | 10.762 | OF      | 1926–1945                        | 3          | [ 37 ] |
| Eddie Collins†   | 33,32% | 12.037 | 2B      | 1906–1930                        | 0          | [ 38 ] |
| Mike Donlin      | 33,26% | 4.282  | OF      | 1899–1906, 1908, 1911–1912, 1914 | 0          | [ 39 ] |
| Sam Thompson†    | 33,14% | 6.525  | OF      | 1885–1898, 1906                  | 1          | [ 40 ] |
| Stan Musial†     | 33,08% | 12.712 | OF      | 1941–1944, 1946–1963             | 7          | [ 41 ] |